# عرض بو زيد (حورة)
'

تعديل مصدري - تعديل

عرض بو زيد هي إحدى قرى عزلة حوره بمديرية حورة التابعة لمحافظة حضرموت، بلغ تعداد سكانها 439 نسمة حسب تعداد اليمن لعام 2004.